# Daniel Alsina Leal
Daniel Alsina Leal (ur. 10 maja 1988 w Barcelonie) – hiszpański szachista, arcymistrz od 2010 roku.

## Kariera szachowa
W latach 2000–2005 kilkukrotnie reprezentował Hiszpanię na mistrzostwach świata i Europy juniorów w różnych kategoriach wiekowych. Był również wielokrotnym medalistą mistrzostw Katalonii juniorów oraz mistrzem Hiszpanii juniorów do 18 lat (2006).
W 2005 r. zwyciężył w międzynarodowym otwartym turnieju w Vila de Sant Boi. W 2007 r. podzielił II m. (za Friso Nijboerem, wspólnie z m.in. Dawitem Szengelią, Sebastienem Fellerem, Marcem Narciso Dublanem i Mihailem Marinem) w turnieju de Sants, Hostafrancs i La Bordeta w Barcelonie. Normy na tytuł arcymistrza wypełnił na turniejach w Evorze (2008, drużynowe mistrzostwa Portugalii), Barcelonie (2009, I m.) oraz San Sebastián (2010, dz. II m. za Aramisem Alvarezem Pedrazą, wspólnie z m.in. Olegiem Korniejewem, Kevinem Spraggettem i Jewgienijem Glejzerowem). Wynik osiągnięty w 2009 r. w Barcelonie był najlepszym jego indywidualnym rezultatem w karierze, w turnieju tym samodzielnie zwyciężył, będąc jedynym zawodnikiem bez tytułu arcymistrza, wyprzedzając w końcowej klasyfikacji m.in. Aleksieja Driejewa, Fernando Peraltę, Pawła Tregubowa i Ulfa Anderssona.
Najwyższy ranking w dotychczasowej karierze osiągnął 1 stycznia 2014 r., z wynikiem 2553 punktów.